# Robert Pinget
Robert Pinget (Ginebra, Suïssa, 18 de juliol de 1919 - Tours, França, 25 d'agost de 1997). Va ser un novel·lista i dramaturg suís en llengua francesa.

## Obra

### Novel·la
- Mahu ou le matériau. 1952
- Le renard et la boussole. 1953
- Graal Flibuste. 1956
- Baga. 1958
- Le fiston. 1959
- Clope au dossier. 1961
- L'Inquisitoire. 1962
- Quelqu'un. 1965
- Cette chose 1967
- Le libera. 1968
- Passacaille. 1969
- Cette voix. 1975
- L'Apocryphe. 1980
- L'Ennemi. 1987
- L'Hypothèse. 1987

### Teatre
- Lettre morte. 1959
- La manivelle, obra radiofònica. 1960
- L'Hypothèse. 1961
- Abel et Bela. 1971
- Identité. 1971
- De rien. 1992

## Traduccions al català
- Abel i Bela. Traducció de Jaume Vidal i Alcover. 1987